# SMS Erzherzog Ferdinand Max
Его Величества Корабль Эрцгерцог Фердинанд Макс  (нем. SMS Erzherzog Ferdinand Max) — австро-венгерский броненосец типа «Эрцгерцог Карл», состоявший на вооружении ВМС Австро-Венгрии. Назван в честь императора Мексики и эрцгерцога Австрии.

## Конструкция
Водоизмещение «Эрцгерцога Фердинанда Макса» составляло 10640 т. Размеры корабля в метрах: 126,2 x 21,8 x 7,5. В экипаж входило 700 человек. Вместе с «Эрцгерцогом Карлом» и «Эрцгерцогом Фридрихом» относился к последней серии крупнейших броненосцев Австро-Венгрии додредноутного типа, будучи тяжелее броненосцев типа «Габсбург» на 2 тысячи тонн. В двигательную установку входили 4-цилиндровые паровые машины тройного расширения и два крупных винта. Мощность установки составляла 18 тысяч лошадиных сил и давала скорость в 20,5 узлов.

### Вооружение
Основным вооружением «Эрцгерцога Фердинанда Макса» были четыре 240-мм орудия марки «Шкода», расположенные в двух башнях. Это были точные копии германских орудий типа Krupp C/94 В дополнительное вооружение входили двенадцать 190-мм орудий всё той же марки «Шкода», восемь из которых были расположены в казематах (по четыре на борт), ещё четыре в двух башнях на середине броненосца. Стрельба снарядами из 190-мм орудий велась на расстояние до 20 км при начальной скорости в 800 м/с. Масса каждого орудия составляла 12,1 т, скорострельность составляла 3 выстрела в минуту. Третичным вооружением были двенадцать 66-мм орудий той же «Шкоды», которые использовались для борьбы с миноносцами и эсмницами, а также четыре 37-мм зенитных орудия фирмы Vickers. Наконец, были установлены также два торпедных аппарата калибром 450 мм, которые использовались кораблём довольно редко.

## Служба
Накануне Первой мировой войны броненосец располагался в 3-м дивизионе ВМС Австро-Венгрии. Впервые он был мобилизован, когда в Средиземном море через Мессинский пролив, окружённый британцами, начали пробиваться немецкие корабли «Гёбен» и «Бреслау». После прорыва обоих крейсеров «Эрцгерцог Фердинанд Макс» был отозван. Совместно с другими кораблями этот броненосец участвовал в обстреле Анконы 24 мая 1915 года: он использовал 24 снаряда калибром 240 мм и 74 снаряда калибром 190 мм, обстреляв станции связи, батареи итальянцев и здания в порту. 1 февраля 1918 года начался мятеж на многих кораблях ВМС Австро-Венгрии, и через два дня «Эрцгерцог Фердинанд Макс» был переведён в Каттаро для подавления мятежа. 11 июня 1918 года утром корабль готовился к операции в проливе Отранто для разгрома флота войск Антанты: он должен был задействовать свои орудия для уничтожения лёгких крейсеров и эсминцев союзных войск. Однако гибель линкора «Сент-Иштван» привела к отмене операции. Этот эпизод войны стал последним с участием «Эрцгерцога Фердинанда Макса». Уже после войны его хотели передать флоту новообразованного Королевства Югославии, но броненосец достался Великобритании, где и был пущен на слом в 1921 году.